# Beata Utracka-Hutka
Beata Maria Utracka-Hutka (ur. 9 lutego 1949, zm. 23 sierpnia 2007) – polski lekarz onkologii,

## Życiorys
Absolwentka Śląskiej Akademii Medycznej. Od 1994 doktor nauk medycznych, specjalista w zakresie chemioterapii i radioterapii, członkini wielu krajowych i zagranicznych grup badawczych, od 1999 konsultant Wojewódzki w dziedzinie Onkologii Klinicznej na Śląsku. Autorka artykułów naukowych z dziedziny raka piersi, jajnika, oraz genetycznych uwarunkowań nowotworów, publikowanych w krajowej prasie medycznej, oraz referatów i odczytów naukowych.
Była kierownikiem Kliniki Chemioterapii w Centrum Onkologii — Instytucie im. Marii Curie-Skłodowskiej w Gliwicach. W latach 1982–1986 pracowała jako ordynator oddziału wewnętrznego w szpitalu w Kadunie oraz konsultant do spraw onkologii na terenie stanu Kaduna w Nigerii. Członkini między innymi: European Society of Medical Oncology, American Society of Clinical Oncology, Polskiego Towarzystwa Onkologii Klinicznej, oraz Polskiej Unii Onkologii. Członek założyciel Polskiego Towarzystwa do Badań nad Rakiem Piersi, członek jury II edycji Konkursu „Rzecznik chorych na raka” w 2006 r.
Pochowana 27 sierpnia 2007 na cmentarzu przy ul. Henryka Sienkiewicza w Katowicach.